# 1229-1220 v.Chr.
De jaren 1229-1220 v.Chr. (van de christelijke jaartelling) zijn een decennium in de 13e eeuw v.Chr..

## Gebeurtenissen

### Egypte
- 1227 v.Chr. - Prins Khaemwaset laat herstelwerkzaamheden uitvoeren aan de piramides in het Egyptische Rijk.
- 1224 v.Chr. - Koning Merenptah (1224 - 1214 v.Chr.) de vierde farao van de 19e dynastie van Egypte.
- 1223 v.Chr. - Merenptah verplaatst de koningszetel naar de hoofdstad Memphis.
- 1220 v.Chr. - Merenptah verslaat in Palestina de opstandige Libiërs en hun bondgenoten de Eqwesj, Teresj, Lukka, Shardana en Sjekelesj, kortom de "Zeevolken".

### Mesopotamië
- 1227 v.Chr. - De Kassieten van Kar-Duniash worden weer onafhankelijk van het Assyrische Rijk.

### Israël
- 1225 v.Chr. - Debora een profetes en rechter uit het Oude Testament.

### Griekenland
- 1220 v.Chr. - De Egeïsche volksverhuizing (1220 - 1150 v.Chr.) volkeren van het Griekse vasteland waaronder de Phrygiërs en Dardaniërs steken de Dardanellen (Hellespont) over.

### Mythologie
- Helena, figuur uit de Griekse mythologie, werd rond 1225 v.Chr. geboren als de dochter van Tyndareos, koning van Sparta (Griekenland), en Leda

<< · 1299-1290 · 1289-1280 · 1279-1270 · 1269-1260 · 1259-1250 · 1249-1240 · 1239-1230 · 1229-1220 · 1219-1210 · 1209-1200 · >>